# Sidi Aïch
Sidi Aïch (em árabe: سيدي عيش) é uma comuna localizada na província de Bugia, no norte da Argélia. Segundo o censo de 2008, a população total da cidade era de 13 775 habitantes.